# Друцкое Евангелие

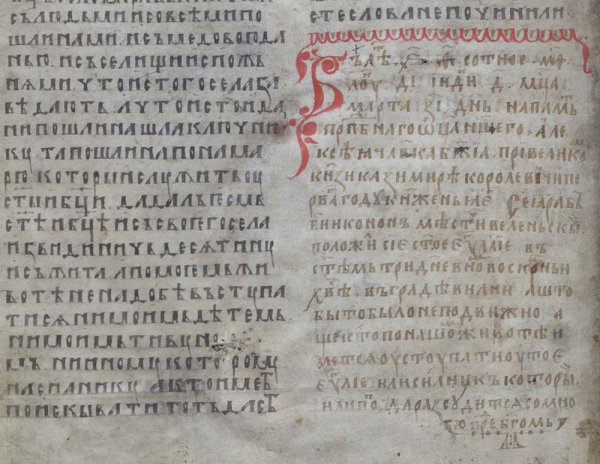
Запись о виленце Кононе на страницах Друцкого Евангелия. XIV в.

Друцкое Евангелие ― рукописный памятник восточнославянской письменности XIV века.

## Местонахождение
Из записей на полях видно, что Евангелие сначала находилось в соборе Святой Богородицы в Друцке, потом у виленского горожанина Конона, затем у новгородского архиепископа Феодосия Яновского. Впоследствии у академика М. Н. Тихомирова, изучалось им. В 1965 году академик передал своё собрание летописей и древних рукописей библиотеке Сибирского отделения РАН, где Евангелие ныне и находится.
В научной библиотеке НАН Беларуси есть фотокопия Евангелия.

## Содержание
Написано уставмым письмом церковнославянского языка на 376 пергаментных страницах форматом «в лист». Текст в две колонки по 25-28 строк в каждой. Одна заставка и 54 инициала, выполненных киноварью.
Важное культурно-историческое значение имеют записи в конце рукописи, свидетельствующие о существовании Друцка уже в X веке и возведении в нём в 1001 году первой церкви. М. Н. Тихомиров писал: «Запись друцкого князя Василия Михайловича представляет собою жалованную грамоту, данную церкви Богородицы в Друцке на село Моравьиничи, которое князь отдает церкви вместе с людьми и со всеми доходами, с полями и лугами…». То есть, это указание, что в Беларусь христианство пришло не позже 13 лет после принятия христианства в Киеве. На последней странице запись уставом XIV в.:

«В лето 6509 створена бысть церкви сия Святая Богородица въ граде во Дрютьсце, а служити в ней ежедневную службу, Божиею милостью и Его Пречистой Матери и рабом Божьим князем Василием Михайловичем и его княгинею Василисою. А положил я его со своею женою Божественное Евангелие и оковал. Да дал Святой Богородице село Моравьиничи со всеми людьми и с медовою данью, и с селищами, и с лугами, которые принадлежат тому селу…. Да дал Святой Богородице десятину из своего села из Видинич от хлеба. А после моей смерти не следует вмешиваться (в мой дар) ни моим детям, ни моим тиунам, ни иному какому-либо нарушителю. А кто станет вмешиваться, тот даст ответ перед Богом на Страшном суде. А какой человек сидит на земле в Торотвине, тот дает 5 пудов меда просвирнице на заупокойные службы Святой Богородице. Да я дал на память Якимоволукно, полулуконье на Худаве. А вы бы, мои дети, за это меня поминали, а моего бы слова не изменяли…»

## Мнение учёных о Друцком Евангелии
Новосибирский профессор Л. Г. Панин утверждает, что Друцкое Евангелие родилось не в Друцке, а в Новгороде, и по языку его не стоит отождествлять с церковнославянским с белорусским уклоном, ибо переписчики "не различали графемы «ц» и «ч»: в тексте можно встретить словосочетания как «языцникъ», так и «язычникъ», а «сын человеческий» может записываться и как «снъ члвцъ», и как «снъ члвчъ», «ѣ» («ять») переходит в «i», и, наоборот, «ять» и «i» переходят в «и». Его белорусский оппонент Ирина Будько определяет эти языковые особенности как местные, возникшие под влиянием соседних земель.
В «Сводном каталоге славяно-русских рукописных книг, хранящихся в России, странах СНГ и Балтии. XIV век» (М.: Индрик, 2002. С. 330—331) подвергается сомнению существование Друцка в 6509 (1001) году. Авторы каталога считают: в Евангелии неразборчиво записана дата 6909 (то есть 1401) год.